# 혜화동 김상협 가옥
혜화동 김상협 가옥(惠化洞 金相浹 家屋)은 서울특별시 종로구 혜화동에 있는 일제강점기의 한옥이다. 1992년 1월 10일 서울특별시의 민속문화재 제28호로 지정되었다.

## 개요
전 국무총리 김상협의 집으로 1930년경에 지은 건물이며, 안채, 중문채, 사랑채, 별채로 구성되어 있다. 1930년대 후반 도시형 한옥의 특징을 잘 간직하고 있는 건물로 높은 대지에 축대를 쌓고 대문에 이르는 돌계단을 만든 것과 사랑채의 옆면에 사랑채 출입의 현판을 둔 점 등은 이 시대의 도시형 주택에서 보이는 수법의 하나이다.
이 시대 집터 형성과 한옥의 특징을 두루 갖추고 있어 조선 후기 전통 한옥의 변천사를 비교할 수 있는 건물이다.

## 참고 자료
- 혜화동김상협가 - 국가유산청 국가유산포털